# روغن‌ماهی زعفرانی
روغن‌ماهی زعفرانی (نام علمی: Eleginus gracilis) نام یک گونه از تیره روغن‌ماهیان است.